# Hassa Florent Koné
Hassa Florent Koné (Mina, 17 de fevereiro de 1969) é um clérigo maliano e bispo católico romano de San.
Hassa Florent Koné frequentou o seminário dos rapazes no Togo de 1983 a 1986 e depois o seminário de Pio XII, em Bamako, onde obteve sua qualificação para ingressar na universidade no Ginásio Prosper Kamara. De 1989 a 1996 estudou filosofia e teologia no seminário de Bamako e recebeu o sacramento da ordenação para a Diocese de San em 8 de setembro de 1996.
De 1996 a 2005 trabalhou na pastoral. De 1997 a 2005 foi também Oficial de Liturgia da diocese e responsável pelas Pontifícias Obras Missionárias e Ação Católica. A partir de 2000 foi também diretor do coro diocesano e secretário da Comissão Nacional de Liturgia. De 2005 a 2011 estudou na Universidade Beneditina de Sant'Anselmo em Roma, onde obteve seu doutorado em ciências litúrgicas. De 2008 a 2011 também completou a formação no Pontifício Instituto de Música Sacra. Desde 2011 é professor de estudos litúrgicos no seminário de Bamako, que também dirigiu como Regens de 2017 até sua nomeação como bispo. A partir de 2014 foi Professor de Comunicação Tradicional na Université Catholique de l'Afrique de l'Ouest em Bamako e Tesoureiro Geral da Associação dos Padres do Mali. A partir de 2015 foi novamente Secretário da Comissão Nacional de Liturgia.
Em 7 de outubro de 2021, o Papa Francisco o nomeou Bispo de San. O arcebispo de Bamako, Jean Cardeal Zerbo, o consagrou em 8 de janeiro do ano seguinte no estádio municipal de San. Os co-consagradores foram o Bispo de Mopti, Jean-Baptiste Tiama, e o Bispo de Kayes, Jonas Dembélé.